# Чудеса науки
Чудеса науки (англ. Weird Science) — американский телесериал, созданный по мотивам одноимённого фильма, демонстрировавшийся с 1994 по 1998 год. Состоит из 5 сезонов, всего 88 серий. Премьера сериала в США состоялась на телеканале USA Network 5 марта 1994 года, а финальная серия вышла 25 июля 1998 года.

## Сюжет
Пятнадцатилетний Гарри Уоллес, неприметный подросток, который мечтает о красивых девушках, любви и весёлой жизни, и его единственный друг, застенчивый и добродушный компьютерный гений Уайатт Донелли, всегда служат мишенью для насмешек и издевательств со стороны своих одноклассников, однако используя свои возможности, они создают кибер-женщину Лизу, которая может помочь им в чём угодно, прибегнув к кибермагии…

## В ролях
- Ванесса Эйнджел — Лиза, божественная красавица, творение Уайатта и Гарри. Наделена большим умом, а также некой кибермагией, способной сделать всё, что только вздумается, или то, что пожелают создатели. Поэтому она называет себя компьютерным джинном, которая в первую очередь стремится выполнить желания двух подростков, но делает это только в том случае, если сама сочтёт нужным. Несмотря на полную телесность, остаётся зависимой от компьютера Уайатта и может исчезнуть, если его выключить.
- Джон Мэллори Эшер — Гарри Уолесс, пятнадцатилетний подросток с не совсем устоявшимися родителями. Вместе с Уайаттом Доннели создал Лизу, в большинстве основываясь на журналах «Плейбой» и «Пентхауз». Весьма падок на девушек и поэтому постоянно загадывает Лизе желания с целью кого-нибудь соблазнить, что обычно оборачивается не в его пользу; однако, поскольку магия Лизы всегда сама сходит по истечении некоторого времени, Гарри тоже быстро приходит в себя. В первом сезоне испытывал влечение к самой Лизе, но в итоге отошёл от этого.
- Майкл Манассери — Уайатт Доннелли, компьютерный гений и примерный ученик, лучший друг Гарри. До создания Лизы большую часть времени проводил либо за компьютером, либо в компании Гарри. Также можно наблюдать его добронамеренный характер. В одном из эпизодов отказался встречаться с Лизой только из-за того, что она влюбилась в него по желанию Гарри. Имеет хороших родителей, отец Уайатта работает в престижном рекламном агентстве. Сам Уайатт загадывает Лизе желания достаточно редко, т.к. более здраво смотрит на её силы.
- Ли Тергесен — Честер "Чет" Доннелли, старший брат Уайатта, опустившийся до низов из-за ревности к брату в детстве, а также бросивший позже военную школу. Не работает, предпочитает целыми днями посвящать себя развлечениям, а также издеваться над младшим братом. Имеет скверный характер, однако много раз опровергал его. Поскольку Лиза вынуждена была часто стирать ему память после очередных злоключений, со временем Чет приобрел иммунитет к этому и в итоге был посвящён в тайну Лизы.
- Брюс Джарчоу — Уолтер Скампи, директор, а в прошлом (во время ученичества Чета) замдиректора школы, в которой учатся главные герои. Немного недолюбливает их из-за их поведения, но, тем не менее, часто вливается в их команду и помогает справиться с трудностями. Чет испытывает к нему неприязнь за историю из юности, пока в заключительной серии не раскрывается, что Скампи является его биологическим отцом.

## Производство
Для Кэри Лайзер, одного из сценаристов сериала, участие в создании «Чудес науки» стало первой профессиональной писательской работой. По собственным словам Лайзер, работа над сериалом превратила её из актрисы, способной сочинять для себя монологи, в настоящего писателя.
Джон Хьюз не имел никакого отношения к телевизионной версии своего фильма. Создателями и шоураннерами сериала были Том Спезиали и Алан Кросс.
Сериал был произведен St. Clare Entertainment в сотрудничестве с Universal Television. Премьера состоялась 1 марта 1994 года, и в течение пяти сезонов в сети США показывалось 88 эпизодов. Тем не менее, показ новых эпизодов прекратился в 1997 году, а последние шесть еще не вышли в эфир. Они в конечном итоге выйдут в эфир в Соединенных Штатах в следующем году на Syfy Universal; Сериал также повторялся на канале Fox Family в 2001 году.
Сет Грин был одним из финалистов для роли Гэри. Позже он появился в качестве гостя во втором эпизоде второго сезона — «Вирус Лизы».
Заглавной песней для сериала была «Странная наука» Oingo Boingo, та же самая, что использовалась в фильме (хотя они не были указаны ни в открывающих, ни в закрывающих титрах сериала).
Джойс Булифант (Эмили Уоллес) — настоящая мать Джона Ашера (Гари Уоллес).

## Трансляция

### В мире
В России премьера состоялась в 1998 году на телеканале СТС.

## DVD релиз
1 января 2008 года компания A & E Home Video выпустила полный первый и второй сезоны сериала на DVD.
В Австралии релиз всего сериала на DVD состоялся 16 августа 2017 года.